# ソフィア・アカチエワ
ソフィア・ドミトリエヴナ・アカチエワ（露：Софья Дмитриевна Акатьева、英：Sofia Dmitrievna Akateva、2007年7月7日 - ）は、ロシアのフィギュアスケート選手。ジュニアクラスにおけるフリースケーティングと総合得点の世界記録を保持している。

## 経歴
2007年7月7日、ロシアのモスクワに生まれる。2010年、テレビで見たバンクーバーオリンピックをきっかけにスケートに興味を持ち、3歳でスケートを始めた。スケートを始めた当初はサンボ70フルスタリヌイのオクサナ・ブリチョワとユリア・クラシンスカヤに師事し、2017年にはエテリ・トゥトベリーゼコーチのチームに移った。
2018年12月、アカチエワは4回転トウループをハーネスを使用して練習し始め、2019年1月からは3回転アクセルに挑戦し始めた。2019年3月には4回転トウループを練習で成功させ、4月には3回転アクセルも成功した。
2020–21シーズン、ロシアカップ1戦・4戦で優勝。

## 技術・演技
2019年9月のモスクワオープンFSで3回転アクセル＋2回転トウループ、3回転アクセルに成功する。12歳1か月での成功は浅田真央、紀平梨花、アリサリウよりも早い年齢である。すでに4回転トウループや4回転サルコウも跳び、4回転ルッツと4回転フリップは練習中である。
全てのスピンでレベル4を獲得することが多い。

## 記録
| 日付          | 得点   | 部門                 | 大会                                      |
| ------------- | ------ | -------------------- | ----------------------------------------- |
| 2021年9月18日 | 157.19 | フリースケーティング | 2021年ジュニアグランプリ クラスノヤルスク |
| 2021年9月18日 | 233.08 | 総合得点             | 2021年ジュニアグランプリ クラスノヤルスク |

## 主な戦績
- JGP - ISUジュニアグランプリシリーズ

| 大会名               | 2019–20 | 2020–21 | 2021–22 | 2022–23 | 2023–24 | 2024–25 |
| -------------------- | ------- | ------- | ------- | ------- | ------- | ------- |
| JGP ファイナル       |         |         | 中止    |         |         |         |
| JGP グダンスク       |         |         | 1位     |         |         |         |
| JGP クラスノヤルスク |         |         | 1位     |         |         |         |
| ロシア選手権         |         |         |         | 1位     |         | 5位     |
| ロシアジュニア選手権 | 2位     | 1位     | 1位     |         |         |         |

## プログラム使用曲
| シーズン | ショートプログラム | フリースケーティング                                                                              |
| -------- | --- | ------------------------------------------------------------------------------------------------- |
| 2020–21  | セヴン・ネイション・アーミー 作詞作曲：ジャック・ホワイト                                                             | ディズニーアニメ映画『ムーラン』より リフレクションなど                                           |
| 2019–20  | ・好きにならずにいられない 歌：ヘイリー・ラインハルト ・チョコレート・シーザーズ 歌：べス・ハート、ジョー・ボナマッサ | 映画『アメリ』より ①風車の喫茶店 ②ある午後の数え詩 ③アメリのワルツ                                |
| 2018–19  | イッツ・オー・ソー・クワイエット （映画『アイス・プリンセス』より） 歌：ルーシー・ウッドワード                        | ザ・ミステリーキャット （ミュージカル『キャッツ』より）                                           |
| 2017–18  | イッツ・オー・ソー・クワイエット （映画『アイス・プリンセス』より） 歌：ルーシー・ウッドワード                        | ザ・ミステリーキャット （ミュージカル『キャッツ』より）                                           |
| 2016–17  | Muse by Ruslan Ganeev                                                                                                 | ・エル・ベソ・デル・フィナル 歌：クリスティーナ・アザロワ ・人生はカーニバル 歌：セリア・クルース |